# 嘉麻市立山田中学校
嘉麻市立山田中学校（かましりつやまだちゅうがっこう）は、福岡県嘉麻市下山田２にある公立中学校。

## 年間行事
- 入学式
- 1年生宿泊訓練
- 体育祭
- クラスマッチ
- 夏季大会
- 修学旅行
- 卒業式

## 通学区域
嘉麻市旧山田地区全域
- 嘉麻市立上山田小学校の校区
- 嘉麻市立下山田小学校の校区
- 嘉麻市立熊ヶ畑小学校の校区

## 交通
西鉄バス「大橋」バス停より徒歩10分

## 学校周辺
- 飯塚地区消防本部山田消防署
- ローソン嘉麻山田店
- ミュゼ・ド・モーツァルト 山田工場直営店
- セレモニーホールおおつか

## 主な卒業生
- 新森涼（女子柔道選手）
- 森崎（旧姓：笹尾）綾（帝京短期大学専攻科臨床工学専攻講師）